# Friederich Franzl
Friedrich Franzl (6 marzo 1905 – 18 agosto 1989) è stato un calciatore austriaco, di ruolo portiere.

## Caratteristiche tecniche
I giornali lo soprannominarono Floridsdorfer Zamora, paragonandolo al portiere spagnolo Ricardo Zamora, considerato all'epoca tra i migliori al mondo. Il suo stile, efficace e spettacolare, riscuoteva gli apprezzamenti del pubblico anche avversario.

## Carriera
Franzl esordisce nel 1923 con l'Admira, dove diviene presto titolare. Nel 1926 Hugo Meisl lo convoca per la prima volta in Nazionale, in occasione di una partita vinta contro la Svizzera (7-1), e già l'anno seguente diventa titolare, dopo la conquista del primo titolo con l'Admira.
Nella stagione 1927-1928 vince campionato e coppa, poi per tre stagioni consecutive è vicecampione d'Austria, sempre con l'Admira. Nel 1931 si trasferisce al Wiener Sport-Club, dove raggiungerà la finale di Coppa d'Austria 1936-1937. Sarà anche la sua ultima stagione da professionista.
In Nazionale, Franzl gioca dal 1926 al 1931 15 partite, di cui 10 vinte, 4 pareggiate ed una persa, contro la Cecoslovacchia. Viene convocato per i Mondiali del 1934, senza scendere in campo.

## Palmarès

### Club

#### Competizioni nazionali
- Campionato austriaco: 2

Admira Vienna: 1926-1927, 1927-1928
- Coppa d'Austria: 1

Admira Vienna: 1927-1928